# Рожин, Максим Николаевич
Максим Николаевич Рожин (род. 11 октября 1983 года, Каскелен, Алма-Атинская область, Казахская ССР, СССР) — казахстанский общественно-политический деятель. Депутат Мажилиса Парламента Казахстана VIII созыва.

## Биография
Окончил Южно-Казахстанский государственный университет имени М. О. Ауэзова по специальности «Профессиональное обучение», магистратуру по специальности «Педагогика и психология».
Трудовую деятельность начал в 2005 году председателем комитета по делам молодёжи Южно-Казахстанского государственного университета имени М. Ауэзова.
2006 год — диктор новостей телеканала «Астана».
2009 год — корреспондент еженедельной итоговой аналитической программы «7 канал».
2013 год — аналитик в Корпоративном университете «Самрук-Казына», по совместительству сотрудник PR-отдела НУХ «Байтерек».
2014 год — руководитель PR-отдела АО НК «Казавтожол», пресс-секретарь РГП «Казаэронавигация».
2016 год — руководитель управления по коммуникациям РГУ «Служба центральных коммуникаций» МИР РК, специалист по связям с общественностью Координационного агентства «Проект развития молодёжного корпуса» Всемирного банка и МОН РК.
2018 год — советник акима Южно-Казахстанской (Туркестанской) области по коммуникациям и СМИ.
2019 год — советник по вопросам PR в АО «Казына Капитал Менеджмент».
2020 год — эксперт по развитию медиа рабочей программы «Ел үміті» (программа подготовки менеджеров по управлению изменениями).
2020—2023 годы — советник председателя правления МИА «Kazinform», официальный представитель министерства, советник министра информации и общественного развития.
2021—2022 годы — член Национального совета общественного доверия при Президенте Республики Казахстан.
С 2021 года — вице-президент международного общества «Қазақ тілі».
С 2022 года — член Национального курултая при Президенте Республики Казахстан.
С 29 марта 2023 года — депутат Мажилиса Парламента Республики Казахстан VIII созыва по партийному списку партии «Аманат».

## Награды
- Орден «Курмет»
- Медаль «За трудовое отличие» (Ерен еңбегі үшін)